# Щучин (аэродром)
Щучин (Шчучын) — действующий аэродром, бывший военный, расположенный восточнее одноимённого города Щучин Щучинского района Гродненской области Белоруссии.

## История
Аэродром был построен после Польского похода Красной армии в 1939 году. Перед началом войны в 1941 в Щучине дислоцировался 122-й истребительный авиационный полк на И-16. В первые дни войны город и аэродром подверглись сильной бомбардировке.
В апреле 1941 года приказом НКО № 0792 от 27.03.1941 года на аэродроме был сформирован 190-й штурмовой авиационный полк на самолётах Ил-2 из личного состава, прибывшего из строевых частей и школ. Полк входил в состав 11-й смешанной авиационной дивизии. К началу войны находился в стадии формирования, к боевым действиям готов не был. На второй день войны убыл в Воронеж для окончательного формирования и обучения. Впоследствии прошёл всю войну на Ил-2, получил почётное наименование Двинский. В 1946 году был расформирован на аэродроме Лиелварде Латвийской ССР.
После войны в июне 1945 года на аэродроме был размещён 10-й отдельный разведывательный авиационный Московско-Кёнигсбергский Краснознамённый ордена Суворова полк. Полк был вооружён самолётами Пе-3. В 1951 году полк получил на вооружение новые самолёты Ил-28Р. На период реконструкции ВПП полк базировался на аэродроме Берёза. На Ил-28 полк летал до 1968 года. Начиная с 1963 года полк вооружался самолётами Як-28Р, на которых летал до 1978 года. С 1971 года полк получал МиГ-21Р (по 1991 год), а с 1978 года на замену Як-28Р пришёл МиГ-25РБ (только 1-я эскадрилья). С 1983 по 1991 гг. 3 эскадрилья летала на МиГ-25БМ, а 1-я эскадрилья с 1978 года по 1993 год летала на МиГ-25РУ. С 1991 года полк начал получать новые самолёты-разведчики — Су-24МР (для 2-й эскадрильи).
В период с 1960 и до своего расформирования 1 июля 1989 года на аэродроме базировался 979-й истребительный авиационный Волковыскский Краснознамённый ордена Суворова полк на самолётах МиГ-19С (1960—1976), МиГ-23С (1974—1978) и МиГ-23МЛ (с 1977 по 1988). Полк базировался с 1960 года до своего расформирования 1 июля 1989 года.

## Происшествия
- 1965 г. произошла катастрофа самолёта МиГ-15БИС, лётчик ст. л-т Алексеев. Столкнулся с землёй близ д. Баличи Щучинского района, лётчик погиб.
- 1967 г. произошла катастрофа самолёта МиГ-19, аэродром Щучин, лётчик к-н Мавлиев У. Лётчик выполнял полёт ночью в СМУ. На аэродроме Каунас в вертолётном полку тоже в эту ночь проводились полёты. АРК МиГ-19 перенастроился на частоту Каунаса, отличавшуюся лишь на 1 кГц (в Щучине 868 кГц, в Каунасе 867 кГц). Лётчик вышел по АРК на аэродром вертолётного полка с длиной ВПП 300 м и произвёл на нём посадку. Самолёт выкатился за пределы ВПП, столкнулся с железнодорожной линией, перевернулся и загорелся. Лётчик не смог своевременно покинуть самолёт и скончался от ожогов.
- 1967 г. произошла катастрофа самолёта МиГ-19, аэродром Щучин, лётчик капитан Чирской. Лётчик погиб.
- 19 апреля 1973 г. катастрофа самолёта Як-28Р, аэродром Щучин, лётчики: командир эскадрильи капитан Велигура А. и штурман эскадрильи старший лейтенант Боков Ю. Экипаж выполнял полёт на практический потолок самолёта. На взлёте самолёт потерял управление и столкнулся с землёй в 16 км по курсу взлёта близ д. Дашковцы Мостовского района, Белорусская ССР, экипаж погиб. Предположительная причина — потеря управляемости вследствие обратной реакции по элеронам.
- Декабрь 1977 г. произошла катастрофа самолёта МиГ-23, лётчик лейтенант Ан С. Лётчик выполнял полёт на перехват. На высоте 8000 м связь с ним прекратилась. Самолёт столкнулся с землёй в 70 км северо-восточнее г. Щучин, лётчик погиб.
- 21 сентября 1978 года авария самолёта МиГ-23МЛ, аэродром Щучин, лётчик старший лейтенант Сидоренко Г. Д. Пожар двигателя из-за отрыва лопатки турбины. Лётчик пытался посадить аварийную машину, но катапультировался при заходе на посадку в районе второго разворота из-за начавшейся неконтролируемой продольной раскачки.
- 10 января 1986 г. катастрофа самолёта МиГ-21Р, аэродром Щучин, лётчик капитан Крошин С. М. Столкнулся с землёй в д. Тальковщина, лётчик погиб. Предположительная причина: попадание птицы в фонарь кабины. Самолёт разрушил 2 дома, сведений о пострадавших нет
- 1 сентября 1986 г. авария самолёта МиГ-25БМ, аэродром Щучин, лётчик л-т Поступной В. Выполнил посадку без шасси, самолёт, двигаясь по ВПП на фюзеляже, загорелся и полностью сгорел. Причина — лётчик выполнял заход на посадку с аварийным остатком топлива, отключил РИ и забыл выпустить шасси.
- октябрь 1987 года катастрофа МиГ-23МЛ, аэродром Щучин. Самолёт столкнулся с землёй при атаке наземной цели на полигоне «Ружаны», лётчик майор Пигалицын погиб.
- 19 сентября 1986 г. авария самолёта МиГ-25БН, аэродром Щучин, лётчик Шепелев Г. В. Лётчик выполнял полёт на облёт по программе. На высоте 15700 м и приборной скорости 1070 км/ч у самолёта неожиданно появилась тряска с резким увеличением левого крена и возрастанием боковой перегрузки. Лётчик пытался парировать возникший крен, выключил форсажи, самолёт на отклонения ручки не реагировал. Скорость подходила к предельно допустимой при катапультировании и лётчик на высоте 16200 м успешно катапультировался. Самолёт упал в поле, на земле жертв и разрушений нет. Парашют раскрылся на высоте 3000 м, лётчик приземлился на лес и был снят вертолётом ПСС. По данным комиссии по расследованию ЛП, в полёте произошло разрушение лопатки турбины компрессора левого двигателя, которая вызвала пожар левого, а потом и правого двигателя по причине заводского дефекта. Это катапультирование вошло в мировую историю авиации как одно из самых высотных в мире.
- 21 октября 1992 г. потерпел крушение последний перегоняемый на аэродром Барановичи для утилизации МИГ-25РУ расформировываемого 151-го отдельного авиаполка радиоэлектронной борьбы. Лётчики первого класса капитан А.Пивовар и подполковник А.Новокрещинов погибли. Причиной катастрофы была признана ошибка пилота[7].